# Anneliese Wagner
Anneliese Wagner (* 3. Mai 1929 in Heinsheim als Anneliese Ottenheimer; † 24. Januar 2013) war eine amerikanische Lyrikerin und Übersetzerin deutscher Herkunft. Ihre jüdische Familie floh mit ihr 1937 in die USA.

## Leben
Sie wuchs zunächst in Heinsheim (heute Stadtteil von Bad Rappenau) auf, wo die Familie Ottenheimer der Jüdischen Gemeinde Heinsheim angehörte. Mit ihren Eltern und einer Großmutter emigrierte sie 1937 in die USA, während die andere Großmutter Berta Ottenheimer später nach Gurs verschleppt und ermordet wurde. Die Familie kam bei Freunden in New York City unter, wo Anneliese in der Bronx aufwuchs. Später lebte sie in Hartsdale im Staat New York.
Sie begann erst spät zu schreiben und bildete sich dazu auch akademisch weiter. 1975 legte sie ihre M.F.A.-Thesis vor. Sie verfasste ihre Gedichte, in denen sie sich oft mit Flucht und Vertreibung auseinandersetzte, ausschließlich in englischer Sprache. Ihr erster Sammelband Hand Work wurde 1983 mit dem Eileen W. Barnes Award ausgezeichnet. 1988 erschien der Band Fish Magic, in dem sie Gedichte von Elisabeth Borchers ins Englische übersetzt hat. In ihrem Band Murderous Music von 1995 verarbeitete sie insbesondere ihre Eindrücke von einem Besuch in ihrem Geburtsort Heinsheim und einem Aufenthalt in Prag. Insgesamt zeichnete sie für mehr als 150 Gedichte verantwortlich. 1998 erschien noch in einem Sammelband die Kurzgeschichte Two Grandmothers mit ihren Erinnerungen an ihre beiden Großmütter. Sie starb nach längerer Parkinson-Krankheit im Januar 2013.

## Veröffentlichungen
- Changing Dialects (MFA-Thesis), 1975
- Hand Work, 1983
- Fish Magic, 1988
- Murderous Music, 1995
- Two Grandmothers, in: Marguerite Guzman Bouvard (Hrsg.): Grandmothers. Granddaughters Remember, 1998